# Gene Loves Jezebel
Gene Loves Jezebel (GLJ) es una banda británica de rock formada en 1980 por los hermanos gemelos Jay Aston (nacido John Aston) y Michael Aston. Las canciones más conocidas de Gene Loves Jezebel son "Heartache", "Desire (Come and Get It)" (1986), "The Motion of Love" (1987) y "Jealous" (1990).
El nombre de la banda es una referencia al músico de rock Gene Vincent y su canción "Jezebel".

## Primeros años: 1980–1989
Originalmente llamado Slav Aryan, Gene Loves Jezebel se formó en 1980 por los hermanos Aston, el guitarrista Ian Hudson, el bajista Stephen Davis y el baterista Snowy White. Los Astons habían crecido en Cornelly, y más tarde en Porthcawl, Gales, hasta que se trasladaron a Londres en 1981.
Con un nuevo hogar, y poco después, un nuevo nombre, el trío con la bajista Julianne Regan (más tarde miembro de All About Eve) y el baterista James Chater ofreció varios conciertos en vivo y consiguió un contrato discográfico con Situation Two. Gene Loves Jezebel sufrió numerosos cambios en su formación entre 1981 y 1985. En mayo de 1982 lanzó el sencillo "Shaving My Neck".
La banda publicó el sencillo "Screaming for Emmalene" en 1983 antes de que el álbum "Promise" alcanzara el puesto número 8 en el Indie Chart del Reino Unido. En 1984, el grupo grabó un especial de radio con John Peel para la BBC y salió de gira con el artista galés John Cale.
Su segundo álbum, "Immigrant", fue lanzado a mediados de 1985. Al comienzo de la gira para presentar ese disco por los Estados Unidos, el miembro fundador Ian Hudson dejó el grupo y fue reemplazado por el exguitarrista de Chelsea y Generation X, James Stevenson (que más tarde también tocó la guitarra rítmica en giras con The Cult).
Durante 1986, el grupo llevó su contrato hacia la compañía matriz de Situation Two, la discográfica Beggar's Banquet Records y los derechos de la distribución en los Estados Unidos a la compañía Geffen Records. La posterior promoción aumentó el éxito del grupo en los charts de música pop. El sencillo "Sweetest Thing" llegó brevemente al Top 75 del Reino Unido y el álbum "Discover" alcanzó el número 32 en la lista británica de álbumes. En este momento, el grupo también encontró alta rotación en la estaciones de radio universitarias y contra culturales de los Estados Unidos. La banda había vuelto lentamente su atención hacia la música dance. Los sencillos "Desire" y "Heartache" llegaron a #6 y #72, respectivamente, en la estación new wave de Los Angeles, KROQ-FM. Ese mismo año, Chris Bell, exintegrante de Spear of Destiny y Thompson Twins, se convirtió en el quinto baterista de la banda.
El cuarto álbum de Gene Loves Jezebel, "The House of Dolls", fue lanzado en 1988 y produjo los sencillos "20 Killer Hurts" y "The Motion of Love", que ingresó a las listas estadounidenses de música pop. "Motion of Love" se convirtió en el sencillo más grande de la banda británica, alcanzando el número 56 en el Billboard Hot 100.

## Separación y breve reunión: 1990 - 1997
Mientras Michael Aston se lanzaba como solista, el resto de la banda continuó tocando bajo el nombre de Gene Loves Jezebel y grabó dos álbumes, "Kiss of Life" en 1989, seguido de "Heavenly Bodies". El sencillo de la banda que más alto escaló en las listas estadounidenses surgió en agosto de 1990, cuando "Jealous", la principal canción de "Kiss of Life", alcanzó el puesto #68 en el Billboard Hot 100 y el #1 en el chart de Modern Rock.
Tres años más tarde, Jay Aston y compañía lanzaron "Heavenly Bodies", que tuvo éxito en Portugal. Por desgracia, debido a las malas ventas en los Estados Unidos sumado al colapso del sello del grupo en ese país, después de algunos conciertos con baja asistencia de público y a la carrera solista de Michael Aston, que tampoco terminaba de arrancar, los gemelos decidieron fundar Gene Loves Jezebel, Firmaron con Carl Leighton Pope para su representación artística y modificaron la alineación del grupo, con Francois Perez remplazando a James Stevenson y Robert Adam ocupándose de la batería.
Mientras Jay realizaba ocasionalmente algunos shows acústicos bajo su propio nombre, Michael tocaba con miembros de Scenic, formando luego una nueva banda llamada Immigrants (renombrada Edith Grove) y luego lanzó un álbum solista acústico," Why Me, Why This, Why Now". Michael y Jay comenzaron a trabajar juntos otra vez ese mismo año y grabaron dos canciones con Stevenson, Bell y Rizzo para una compilación de grandes éxitos, lanzada en septiembre de 1995.
Los hermanos se reconciliaron a mediados de los años 90, escribieron juntos algunas canciones nuevas y compartieron una casa en Los Ángeles. Inicialmente utilizaron la banda de Michael de la era del álbum "Why Me" para respaldarlos. En 1997, se organizó una gira para esta nueva era de los hermanos; La gira fue bautizada "The Pre-Raphaelite Brothers". La idea era interpretar canciones de Gene Loves Jezebel y material de cada una de las carreras en solitario de los hermanos
El grupo grabó el álbum "VII" y emprendió una breve gira estadounidense para promocionarlo.

## Dos Gene Loves Jezebel: 1997 - presente
Aunque Jay había dejado la banda, Michael continuó grabando y actuando bajo ese nombre, lanzando tres álbumes. En octubre de 1997, Jay, Rizzo y Stevenson demandaron a Michael sobre los derechos del nombre "Gene Loves Jezebel" y, después de una prolongada batalla judicial, Jay finalmente desistió del juicio.
Michael lidera la versión estadounidense de la banda y ha hecho giras tanto en los Estados Unidos como en el Reino Unido, promocionando lanzamientos como "Love Lies Bleeding" (1999), "Giving Up the Ghost" (2001) y "Exploding Girls" (2003). Jay Aston lidera la versión británica de la banda, también con James Stevenson y Pete Rizzo, y ha realizado giras tanto en los Estados Unidos como en el Reino Unido extensivamente para promocionar lanzamientos como "Accept No Substitutes" (2002), "The Thornfield Sessions" (2003) y "The Antología, Vols. 1-2" (2006).
El 15 de febrero de 2008, Michael Aston presentó una demanda en la Corte Central del Distrito de California contra Chris Bell, James Stevenson, Jay Aston, John Aston, Libertalia Entertainment y otros "por infracción de marca registrada". El 25 de septiembre de 2009, el Gene Loves Jezebel de Jay Aston anunció que se había llegado a un acuerdo con Michael Aston sobre el uso del nombre "Gene Loves Jezebel": la banda de Jay Aston se conoce ahora como "Gene Loves Jezebel" en el Reino Unido y "Jay Aston's Gene Loves Jezebel" en los Estados Unidos, la banda de Michael Aston ahora es conocida como "Gene Loves Jezebel" en los Estados Unidos y "Michael Aston's Gene Loves Jezebel" en el Reino Unido.

## Discografía

### Álbumes
|           | Año  | Título                   | UK Indie Chart | UK Albums Chart |
| --------- | ---- | ------------------------ | -------------- | --------------- |
| Octubre   | 1983 | Promise                  | #8             |                 |
| Junio     | 1985 | Immigrant                |                |                 |
| Julio     | 1986 | Discover                 |                | #32             |
| Octubre   | 1987 | The House Of Dolls       |                | #81             |
| Julio     | 1990 | Kiss Of Life²            |                |                 |
| Junio     | 1993 | Heavenly Bodies²         |                |                 |
| Noviembre | 1995 | In the Afterglow (live)  |                |                 |
|           | 1997 | VII²                     |                |                 |
|           | 1999 | Love Lies Bleeding¹      |                |                 |
|           | 2001 | Giving Up The Ghost¹     |                |                 |
|           | 2003 | Exploding Girls¹         |                |                 |
|           | 2003 | The Thornfield Sessions² |                |                 |
| Abril     | 2017 | Dance Underwater²        |                |                 |

### Sencillos
|            | Año  | Título                        | UK Indie | UK  | US  | US Alt. Rock |
| ---------- | ---- | ----------------------------- | -------- | --- | --- | ------------ |
| Mayo       | 1982 | "Shaving My Neck"             |          |     |     |              |
| Mayo       | 1983 | "Screaming for Emmalene"      | #18      |     |     |              |
| Septiembre | 1983 | "Bruises"                     | #7       |     |     |              |
| Abril      | 1984 | "Influenza (relapse)"         | #11      |     |     |              |
| Junio      | 1984 | "Shame (Whole Heart Howl)"    | #14      |     |     |              |
| Junio      | 1985 | "The Cow"                     | #9       |     |     |              |
| Noviembre  | 1985 | "Desire"                      | #4       |     |     |              |
| Marzo      | 1986 | "Sweetest Thing"              |          | #75 |     |              |
| Junio      | 1986 | "Heartache"                   |          | #71 |     |              |
| Octubre    | 1986 | "Desire (Come and Get It)"    |          | #95 |     |              |
| Agosto     | 1987 | "The Motion Of Love"          |          | #56 |     |              |
| Diciembre  | 1987 | "Gorgeous"                    |          | #68 |     |              |
| Enero      | 1988 | "Every Door" (withdrawn)      |          |     |     |              |
| Enero      | 1988 | "The Motion of Love"          |          |     | #87 |              |
| Agosto     | 1990 | "Jealous"²                    |          |     | #68 | #1           |
| Diciembre  | 1990 | "Tangled Up In You"²          |          |     |     |              |
| Mayo       | 1993 | "Josephina"²                  |          |     |     | #18          |
|            | 1999 | Survive This EP (promo only)¹ |          |     |     |              |

¹ Michael Aston's Gene Loves Jezebel
² Jay Aston's Gene Loves Jezebel